# Nelmangala
Nelmangala is een panchayatdorp in het district Bangalore Rural van de Indiase staat Karnataka. 

## Demografie
Volgens de Indiase volkstelling van 2001 wonen er 25.206 mensen in Nelmangala, waarvan 52% mannelijk en 48% vrouwelijk is. De plaats heeft een alfabetiseringsgraad van 78%. 